# 平谷祐宏
平谷 祐宏（ひらたに ゆうこう、1953年（昭和28年）3月29日 - ）は、日本の政治家、元教諭。広島県尾道市長（5期）。元尾道市教育委員会教育長。

## 来歴
広島県尾道市向島町岩子島出身。向島町立岩子島小学校（現：尾道市立三幸小学校）、向島町立向島中学校（現：尾道市立向島中学校）、広島県立尾道北高等学校卒業
。1977年（昭和52年）、山口大学教育学部卒業。1984年（昭和59年）、尾道市立吉和中学校の教諭に就任。2003年（平成15年）、尾道市教育委員会の教育長に就任。
2007年（平成19年）4月22日執行の尾道市長選挙で元因島市長の岡野敬一を破り初当選。4月27日、市長に就任。
2019年（平成31年）、3人の新人候補者を破り4選。
2023年（令和5年）、2人の新人候補者を破り5選を果たす。

## 市政
- 2020年（令和2年）5月29日、新型コロナウイルス対策の財源に充てるため、自身と副市長、教育長、上下水道事業管理者の6月期末手当を20％減額する条例案を市議会臨時会に提出した。減額額は計203万5,800円。同日、同条例案は可決された。なお、市議会議員の6月期末手当を20％減額する議案も賛成多数で可決された[6]。